# Accept (album)
Accept je eponymní debutové studiové album německé heavy metalové skupiny Accept, vydané v roce 1979 u Brain Records. Kritika toto album přijala velice negativně.

## Seznam skladeb
Všechny skladby napsal(i) Dirkschneider, Baltes, Hoffmann, Fischer, Friedrich. 
| Accept | Accept               | Accept |
| Pořadí | Název                | Délka  |
| ------ | -------------------- | ------ |
| 1.     | Lady Lou             | 3:03   |
| 2.     | Tired of Me          | 3:14   |
| 3.     | Seawinds             | 4:41   |
| 4.     | Take Him in My Heart | 3:30   |
| 5.     | Sounds of War        | 4:36   |
| 6.     | Free Me Now          | 3:02   |
| 7.     | Glad to Be Alone     | 5:14   |
| 8.     | That’s Rock ’N’ Roll | 2:52   |
| 9.     | Helldriver           | 2:43   |
| 10.    | Street Fighter       | 3:30   |

## Sestava
- Udo Dirkschneider – sólový zpěv
- Wolf Hoffmann – kytara
- Jörg Fischer – kytara
- Peter Baltes – baskytara, sólový zpěv v „Seawinds“ a „Sounds Of War“
- Frank Friedrich – bicí